# Lisa Wilcox
Lisa Wilcox (n. 8 septembrie 1966, Thousand Oaks, California, SUA) este o sportivă ce a reprezentat Statele Unite ale Americii, medaliată olimpică. A participat la o ediție a Jocurilor Olimpice (2004) în care a câștigat o medalie de bronz.

## Participări
Lista de mai jos prezintă principalele competiții la care a participat Lisa Wilcox de-a lungul carierei.
- equestrian at the 2004 Summer Olympics – team dressage[*]